# Una città per cantare
Una città per cantare è il quarto album del cantautore italiano Ron, il primo ad essere pubblicato con questo pseudonimo, nella primavera del 1980, per l'etichetta di Alessandro Colombini.

## Descrizione
Viene messo in commercio a cinque anni di distanza dal precedente LP di Ron, periodo nel quale l'artista ha pubblicato qualche 45 giri e, soprattutto, ha partecipato come arrangiatore e musicista al tour Banana Republic di Lucio Dalla e Francesco De Gregori ed al relativo disco.
Il titolo è tratto da quello del brano che apre il lato A, una cover di The Road, canzone scritta ed incisa nel 1972 dal cantautore statunitense Danny O' Keefe (contenuta nel suo album O'Keefe), poi incisa come cover nel 1977 dal californiano Jackson Browne nel suo album più conosciuto, Running on Empty, e tradotta da Lucio Dalla; proprio Dalla, con De Gregori e Ricky Portera degli Stadio, collabora al disco che, di fatto, viene registrato come una sorta di appendice alla tournée dell'anno precedente.
Tra gli altri musicisti coinvolti sono da ricordare la Premiata Forneria Marconi al completo e Shel Shapiro dei The Rokes; sezione ritmica affidata a Paolo Donnarumma e Flaviano Cuffari (già in Com'è profondo il mare, di Lucio Dalla); l'orchestra d'archi è invece arrangiata e diretta da Gian Piero Reverberi.
L'album viene registrato agli Stone Castle Studios di Carimate, ed il tecnico del suono è Ezio De Rosa, che effettua anche il mixaggio insieme a Colombini.
Dal disco viene tratto il 45 giri Una città per cantare/Nuvole. La canzone Come va?, già pubblicata su 45 giri per due volte (come retro di Occhi verdi, mari calmi e poi di I ragazzi italiani) è presente in una nuova versione, mentre qualche mese dopo, in occasione del Q Concert realizzato con Ivan Graziani e Goran Kuzminac, verrà reincisa Io ti cercherò.
La canzone Tutti cuori viaggianti darà il titolo, nel 1982, ad un disco dal vivo di Ron.
Francesco De Gregori, autore di Mannaggia alla musica, durante l'incisione dell'album Viva l'Italia ne registra una versione, che resterà inedita fino al 2006, quando verrà inclusa nella raccolta tripla Tra un manifesto e lo specchio; lo stesso De Gregori ha comunque spesso proposto dal vivo la canzone, ed una sua esecuzione è stata inclusa nell'album Bootleg del 1994.
Il disco è stato ristampato su CD dalla Dischi Ricordi (CDOR 8710).

## Tracce
LATO A
1. Una città per cantare (The Road) - (testo italiano di Lucio Dalla; testo originale e musica di Danny O' Keefe) - 4:20
2. Come va - (testo di Lucio Dalla; musica di Rosalino Cellamare) - 4:08
3. Nel deserto - (testo di Francesco De Gregori; musica di Rosalino Cellamare) - 4:06
4. Io ti cercherò - (testo di Lucio Dalla; musica di Rosalino Cellamare) - 4:05

LATO B
1. Nuvole - (testo di Lucio Dalla; musica di Rosalino Cellamare) - 4:28
2. Mannaggia alla musica - (testo e musica di Francesco De Gregori) - 4:30
3. Hai deciso tu - (testo di Lucio Dalla; musica di Rosalino Cellamare) - 3:28
4. Tutti cuori viaggianti - (testo di Lucio Dalla; musica di Rosalino Cellamare) - 4:30

## Formazione
- Ron – voce, cori, chitarra acustica, pianoforte, percussioni, Fender Rhodes
- Lucio Dalla – pianoforte, cori, fisarmonica, sax, clarino
- Shel Shapiro – pianoforte, Fender Rhodes
- Paolo Donnarumma – basso
- Flaviano Cuffari – batteria
- Ricky Portera – chitarra elettrica
- Aldo Banfi – sintetizzatore
- Claudio Bazzari – chitarra elettrica
- Alessandro Colombini – percussioni, cori
- Flavio Premoli – tastiere, cori, organo Hammond
- Franco Mussida – chitarra elettrica
- Patrick Djivas – basso
- Franz Di Cioccio – batteria, cori, campanaccio
- Lucio Fabbri – violino, cori